# Estação Sant Gervasi

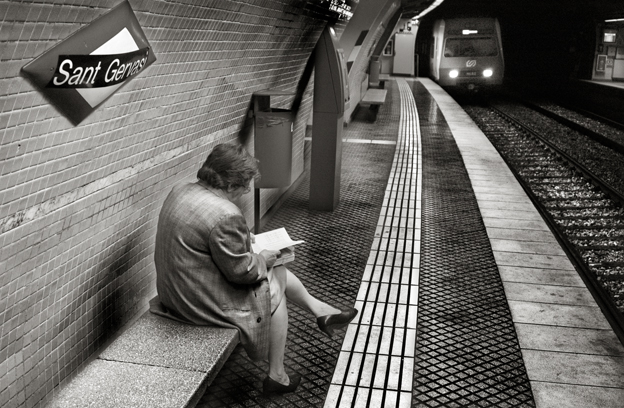
Plataforma de embarque, Estação Sant Gervasi.

Sant Gervasi (Metro de Barcelona) é uma estação de metrô que atende a  Linha 6 do Metro de Barcelona.
A estação ferroviária Sant Gervasi foi inaugurada em 1863, e re-inaugurada em 1929, quando a estação passou a ser subterrânea para atender a linha de metrô. Está situada abaixo da Plaça Molina e dispõe de duas plataformas laterais, em curva, com 80 metros de comprimento. Em 2010 as instalações foram remodeladas para permitir a comunicação com a Estação Plaça Molina da Linha 7.

## Facilidades
- elevador;
- acesso a telefone celular;

- Barcelona;  Espanha,  Catalunha.